# Stadio Ljudski vrt
Lo stadio Ljudski vrt (in sloveno Stadion Ljudski vrt, "stadio Giardino del popolo") è uno stadio calcistico sito a Maribor, in Slovenia, sulla sponda sinistra del fiume Drava. Ha una capienza di 12 702 posti a sedere. 
Ospita le gare casalinghe dell'NK Maribor ed è sede della maggior parte degli incontri interni della nazionale slovena di calcio. È anche sede di concerti ed eventi.
Il significato di Ljudski vrt è di giardino del popolo e la sua denominazione proviene dal parco pubblico su cui sorgeva. In quest'area il primo campo da calcio fu disposto a partire dal 1920, ma sul terreno in cui si trova attualmente il campo è presente solo dal 1952. Lo stadio venne inaugurato nel 1962, ma nel corso degli anni è stato rinnovato più volte (il rinnovamento più significativo avvenne dal 2006 al 2008).
Oggi il Ljudski vrt dispone di 12.435 posti a sedere, ma è in progetto un'espansione a 13.000 posti in vista del cinquantenario dell'NK Maribor che avverrà nel 2010. Lo stadio è dotato di un impianto di illuminazione da 1.420 lux.
Il record di spettatori in una singola partita si attestò intorno alle 20.000 persone, primato risalente ai tempi della Jugoslavia unita. L'occasione fu il match tra NK Maribor e Proleter Zrenjanin del 1973. Il primato risale al periodo precedente alla conversione di tutti i posti in posti a sedere, avvenuta nel 1998 in ossequio alle nuove norme di sicurezza della UEFA.